# Anilios unguirostris
Anilios unguirostris är en ormart som beskrevs av Peters 1867. Anilios unguirostris ingår i släktet Anilios och familjen maskormar. Inga underarter finns listade i Catalogue of Life.
Denna orm förekommer i norra och nordöstra Australien. Den lever i savanner och i öppna skogar. Honor lägger ägg.
För beståndet är inga hot kända. Hela populationen anses vara stor. IUCN listar arten som livskraftig (LC).